# Apataniana stropones
Apataniana stropones là một loài Trichoptera trong họ Apataniidae. Chúng phân bố ở miền Cổ bắc.